# Archieparchia Addis Abeby
Archieparchia Addis Abeby (łac. Archieparchia Neanthopolitana) – archieparchia Kościoła katolickiego obrządku etiopskiego z siedzibą w mieście Addis Abeba (stolica kraju i miasto wydzielone w Etiopii).

## Historia
- 1839 r.: z części wikariatu apostolskiego Syrii, Egiptu, Arabii i Cypru (wikariat Aleppo) powstała prefektura apostolska Abisynii
- 1847 r.: przekształcenie w wikariat apostolski Abisynii
- 25 marca 1937 r.: przemianowanie na wikariat apostolski Addis Abeby po wydzieleniu wikariatu tigrajskiego (obecna eparchia adigracka)
- 31 października 1951 r.: przekształcenie w egzarchat apostolski Addis Abeby
- 20 lutego 1961 r.: przekształcenie w archieparchię Addis Abeby, utworzenie prowincji kościelnej
- 25 listopada 2003 r.: wydzielenie z obszaru archieparchii eparchii Emdeberu
- 19 stycznia 2015 r.: wydzielenie z obszaru archieparchii eparchii Bahyr Dar-Desje

## Główne świątynie
- Archikatedra Narodzenia Najświętszej Maryi Panny w Addis Abebie

## Biskupi
- św. Giustino Sebastiano Pasquale de Jacobis, CM (10 marca 1839 – 31 lipca 1860)
- Lorenzo Biancheri, CM (31 lipca 1860 – 11 września 1864)
- Louis Bel, CM (11 lipca 1865 – 1 marca 1868)
- Jean-Marcel Touvier, CM (27 września 1869 – 4 sierpnia 1888)
- Jean-Jacques Crouzet, CM (1 sierpnia 1886 – 16 stycznia 1896)
- Giovanni Maria Emilio Castellani, OFM (25 marca 1937 – 13 grudnia 1945)
- Hailé Mariam Cahsai (24 lutego 1951 – 9 kwietnia 1961)
- Asrate Mariam Yemmeru (9 kwietnia 1961 – 24 lutego 1977)
- Paulos Tzadua (24 lutego 1977 – 11 września 1998)
- kard. Berhaneyesus Demerew Souraphiel, CM (7 lipca 1999 –)